# Distrito de Kaquiabamba
El Distrito de Kaquiabamba es uno de los 19 distritos de la Provincia de Andahuaylas  ubicada en el departamento de Apurímac, bajo la administración del Gobierno regional de Apurímac, en el sur del Perú.
Desde el punto de vista jerárquico de la Iglesia católica forma parte de la diócesis de Abancay la cual, a su vez, pertenece a la Arquidiócesis de Cusco.

## Historia
El distrito fue creado por Ley N.º 26471 el 9 de junio de 1995, en el gobierno de Alberto Fujimori.

## Población
Según el censo de 2017 base de datos REDATAM, cuenta con 1 816 habitantes.
Según el censo de 2007, cuenta con 2 410 habitantes.

## Capital
Su capital es el centro poblado kaquiabamba.

## Superficie
El distrito tiene un área de 97,79 km².

## Autoridades

### Municipales
- 2023-2026[3]
  - Alcalde: Fidel Inca Almanza (Perú Libre).
  - Regidores: Angel Gaspar Ccoicca (Perú Libre), Odalis Allccahuaman Alarcon (Perú Libre), Guillermo Juárez Franco (Perú Libre), Lizeth Flor Quispe Rojas (Perú Libre), Aquiles Martínez Ramírez (Somos Perú).
- 2019-2022[4]
  - Alcalde: Juan Rosel Pacheco Laura (Avanza País).
  - Regidores: Moisés Damiano Pacheco (Avanza País), José Mesares Allccahuaman (Avanza País), Ronald Román Pastor (Avanza País), Aydee Sandra Curo Díaz (Avanza País), Belisario Carbajal Altamirano (APP).
- 2015-2018[5]
  - Alcalde: Grimaldo Damiano Huaman (Kallpa).
  - Regidores: Alejandro Oscco Medina (Kallpa), Samuel Muñoz Navarro (Kallpa), Juan Carlos Huarcaya Vargas (Kallpa), Victoria Herhuay Cordova (Kallpa), Mario Quispe Gaspar (UPP).
- 2014[6]
  - Alcalde: Eber Rodríguez Vásquez (Kallpa).
  - Regidores: Cayetano Vásquez Allccahuaman (Kallpa), Juan Arango Palomino (Kallpa), Ylda Guillen Palomino (Kallpa), Yeltsin Huarcaya Gallegos (Kallpa), Favio Castillo Mezares (Llapanchik).
- 2011-2013 (Revocado por Consulta Popular 2014)
  - Alcalde: Rubén Vivanco Ccoicca (Llapanchik).
  - Regidores: Juan Eudes Torres Allccahuamán (Llapanchik), Hugo Demetrio Ccorahua Ccarhuas (Llapanchik), Marcelino Ccoicca Molina (Llapanchik), Maximiliana Ccoicca Huarcaya (Llapanchik), Ysmael Pedraza Franco (Kallpa).
- 2007-2010
  - Alcalde: Rubén Vivanco Ccoicca (Llapanchik).
  - Regidores: María Exaltación Mezares de Orosco (Llapanchik), Virgilio Caevajal Ccorahua (Llapanchik), Leomcio Rivas Inca (Llapanchik), Edgar Gallego Velasque (Llapanchik), Dionicio Huaraca Damiano (Kallpa).
- 2003-2006
  - Alcalde: Lorenzo Franco Sánchez (Acción Popular).
  - Regidores: Fernando Alfredo Romero Mundalvo (Acción Popular), Félix Ccorisapra Viguria (Acción Popular), Fernandina Medina de Allccahuaman (Acción Popular), Virgilio Carbajal Altamirano (Acción Popular), Ernesto Montes Altamirano (Llapanchik).
- 1999-2002
  - Alcalde: Juan Enciso Altamirano (Todas las Sangres).
  - Regidores: Willman Osccorima Solgada (Todas las Sangres), Alipio Oscco Ccoycca (Todas las Sangres), Elcida Victoria Ccoicca Pacheco (Todas las Sangres), Bacilio Huaman Junco (Todas las Sangres), Virgilio Chilingano Quintana (UPP).
- 1996-1998
  - Alcalde: Ernesto Montes Altamirano (L.I. NRO 3).
  - Regidores: Antonio Palomino Altamirano (L.I. NRO 3), David Paredes Bernales (L.I. NRO 3), Gumercindo Pastor Péres (L.I. NRO 3), Francisco Mondalgo Sánchez (Acción Popular), José Carmen Juárez Franco (L.I. NRO 15).

## Festividades
- Junio 12 : Aniversario del distrito.
- Julio 16: Virgen del Carmen.
- Agosto 3: Aniversario centro poblado Cocairo.
- Noviembre 1: Todos los Santos.